# Oona Sormunen
Oona Sormunen (ur. 2 sierpnia 1989) – fińska lekkoatletka specjalizująca się w rzucie oszczepem.
10 września 2006 wynikiem 53,29 ustanowiła rekord Finlandii juniorek – w swoim pierwszym starcie w kolejnym sezonie poprawiła ten wynik osiągając 54,66. Bez większych osiągnięć startowała w mistrzostwach Europy juniorów (2007), mistrzostwach świata juniorów (2008), a także młodzieżowym czempionacie Europy (2009). Nie zaliczyła żadnej ważnej próby w eliminacjach mistrzostw Europy w 2010. Brązowa medalistka młodzieżowych mistrzostw Europy z Ostrawy (2011). Stawała na podium mistrzostw kraju oraz reprezentowała Finlandię w meczach międzypaństwowych i drużynowych mistrzostwach Europy.
Rekord życiowy: 60,56 (3 sierpnia 2013, Kuortane). 

## Osiągnięcia
| Rok  | Impreza                                 | Miejsce   | Lokata            | Wynik |
| ---- | --------------------------------------- | --------- | ----------------- | ----- |
| 2007 | Mistrzostwa Europy juniorów             | Hengelo   | 12. miejsce       | 46,02 |
| 2008 | Mistrzostwa świata juniorów             | Bydgoszcz | el. – 19. miejsce | 46,32 |
| 2009 | Młodzieżowe mistrzostwa Europy          | Kowno     | 12. miejsce       | 48,50 |
| 2010 | Superliga drużynowych mistrzostw Europy | Bergen    | 4. miejsce        | 57,11 |
| 2010 | Mistrzostwa Europy                      | Barcelona | –                 | NM    |
| 2011 | Młodzieżowe mistrzostwa Europy          | Ostrawa   | 3. miejsce        | 58,54 |
| 2012 | Mistrzostwa Europy                      | Helsinki  | el. – 14. miejsce | 54,66 |
| 2013 | I liga drużynowych mistrzostw Europy    | Dublin    | 1. miejsce        | 56,04 |
| 2014 | Mistrzostwa Europy                      | Zurych    | el. – 22. miejsce | 51,46 |